# 아이유 콘서트 - IU HEREH World Tour
HEREH 월드 투어 (원래는 H.E.R.로 명명됨)는 대한민국 가수 아이유의 여섯 번째 익스텐디드 플레이 The Winning (2024)을 홍보하기 위한 첫 번째 월드 투어이자 전체 아홉 번째 콘서트 투어이다. 이 투어는 2024년 3월 2일 대한민국 서울에서 시작하여 2024년 9월 22일 대한민국 서울에서 끝났다. 이 투어는 아시아, 북미, 유럽에서의 콘서트로 구성되었다.

## 배경 및 개발
아이유는 2024년 1월 16일 첫 월드 콘서트 투어를 개최할 것이라고 발표했다. 원래 H.E.R. 월드 투어라는 이름이었으나, 2024년 4월 15일부로 HEREH 월드 투어로 변경되었다. 이 투어는 2019년 Love, Poem 투어 이후 그녀의 첫 투어였다.
2024년 6월 말 유럽 투어는 아시아를 제외한 영어권 국가에서 그녀의 첫 단독 콘서트 투어였다.

## 커버
아이유는 여러 도시에서 현지 아티스트들의 곡을 커버했는데, 타이베이에서는 어큐즈파이브의 "The One and Only"를, 홍콩에서는 테렌스 람의 "Solitude (Terence Lam song)"를, 보카우에에서는 선키스트 롤라의 "Pasilyo"를, 런던에서는 커린 베일리 레이의 "Like a Star"를, 방콕에서는 논 타논의 "First Love"를 불렀다.

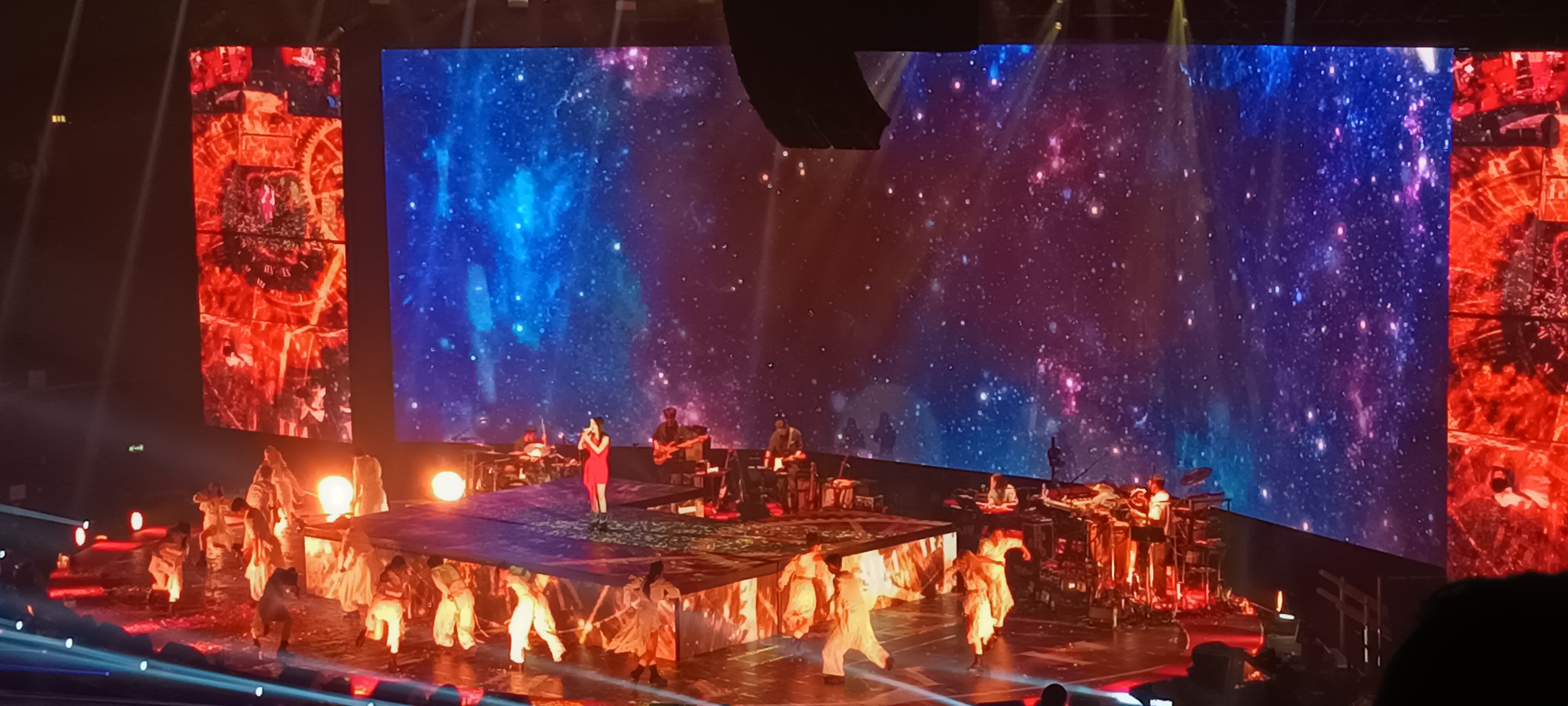
2024년 6월 21일 런던에서 공연하는 아이유

## 비평가 반응
| 전문가 평가 | 전문가 평가 |
| 평가 점수   | 평가 점수   |
| 출처        | 점수        |
| ----------- | ----------- |
| NME         | [ 11 ]      |

NME의 리안 데일리는 서울 올림픽체조경기장에서 열린 아이유의 공연이 창의적이고 몰입감 있는 경험을 제공했다고 칭찬했다. 그는 무대를 공연장 중앙에 배치하여 아이유와 관객 사이의 장벽을 허물고 팬들과의 유대감을 강화한 점을 강조했다. 프로덕션 디자인은 무대를 다양한 배경으로 변화시켜 스토리텔링을 풍부하게 했다. 감성적인 부분으로 나뉜 세트리스트는 아이유의 보컬 재능을 보여주었고 특별 게스트 출연도 포함되었다.

### 수상
이 콘서트 투어는 2024년 멜론 뮤직 어워드에서 올해의 스테이지 상을 받았다.

## 상업적 성과
빌보드의 2024년 K-pop 투어 수익 상위 10위 목록에서 아이유 HEREH 월드 투어는 8회 공연에서 92,600장의 티켓을 판매하고 1,660만 달러의 수익을 올려 6위를 차지했다.

## 세트리스트
다음 세트리스트는 대한민국 서울 콘서트의 것이며, 투어 전체의 모든 공연을 대표하는 것은 아니다.
| Part 1 – Hypnotic 1. "홀씨" (록 버전) 2. "잼잼" 3. "어푸" 4. "삐삐" 5. "Obliviate" Part 2 – Energetic 1. "Celebrity" 2. "Blueming" 3. "Coin" 4. "에잇" 5. "내 손을 잡아" 6. "I Stan U" Part 3 – Romantic 1. "Havana" 2. "너의 의미" 3. "금요일에 만나요" 4. "Strawberry Moon" 5. "밤편지" | Part 4 – Ecstatic 1. "Shopper" 2. "시간의 바깥" 3. "You & I" 4. "Love Wins All" 앙코르 – Heroic 1. "Shh.." 2. "스물셋" 3. "홀씨" (재연) 더블 앙코르 1. "얼음꽃" 2. "Red Queen" 3. "Love of B" 4. "Ending Scene" 5. "겨울잠" 6. "언젠가는" 7. "분홍신" 8. "어젯밤 이야기" 9. "You Know" 10. "Shopper" 11. "에필로그" |

## 투어 날짜
| 날짜 (2024) | 도시         | 국가       | 장소                 | 게스트      | 참석자 수 |
| ----------- | ------------ | ---------- | -------------------- | ----------- | --------- |
| 3월 2일     | 서울         | 대한민국   | KSPO 돔              | NewJeans    | 52,320    |
| 3월 3일     | 서울         | 대한민국   | KSPO 돔              | 라이즈      | 52,320    |
| 3월 9일     | 서울         | 대한민국   | KSPO 돔              | LE SSERAFIM | 52,320    |
| 3월 10일    | 서울         | 대한민국   | KSPO 돔              | 박보검      | 52,320    |
| 3월 23일    | 요코하마     | 일본       | 요코하마 아레나      | —           | —         |
| 3월 24일    | 요코하마     | 일본       | 요코하마 아레나      | —           | —         |
| 4월 6일     | 타이베이     | 타이완     | 타이베이 아레나      | —           | 24,000    |
| 4월 7일     | 타이베이     | 타이완     | 타이베이 아레나      | —           | 24,000    |
| 4월 20일    | 싱가포르     | 싱가포르   | 싱가포르 실내체육관  | —           | 17,400    |
| 4월 21일    | 싱가포르     | 싱가포르   | 싱가포르 실내체육관  | —           | 17,400    |
| 4월 27일    | 탕그랑       | 인도네시아 | ICE BSD 홀 5-6       | —           | —         |
| 4월 28일    | 탕그랑       | 인도네시아 | ICE BSD 홀 5-6       | —           | —         |
| 5월 25일    | 홍콩         | 홍콩       | 아시아월드-아레나    | —           | —         |
| 5월 26일    | 홍콩         | 홍콩       | 아시아월드-아레나    | —           | —         |
| 6월 1일     | 산타 마리아  | 필리핀     | 필리핀 아레나        | —           | 37,000    |
| 6월 8일     | 쿠알라룸푸르 | 말레이시아 | 악시아타 아레나      | —           | —         |
| 6월 9일     | 쿠알라룸푸르 | 말레이시아 | 악시아타 아레나      | —           | —         |
| 6월 21일    | 런던         | 잉글랜드   | OVO 아레나 웸블리    | —           | 10,000    |
| 6월 23일    | 베를린       | 독일       | 우버 아레나          | —           | [ A ]     |
| 6월 29일    | 팟끄렛       | 태국       | 임팩트 챌린저 홀 1   | —           | —         |
| 6월 30일    | 팟끄렛       | 태국       | 임팩트 챌린저 홀 1   | —           | —         |
| 7월 6일     | 오사카       | 일본       | 아수에 아레나 오사카 | —           | —         |
| 7월 7일     | 오사카       | 일본       | 아수에 아레나 오사카 | —           | —         |
| 7월 15일    | 뉴어크       | 미국       | 프루덴셜 센터        | —           | 72,600    |
| 7월 19일    | 애틀랜타     | 미국       | 스테이트팜 아레나    | —           | 72,600    |
| 7월 22일    | 워싱턴 D.C.  | 미국       | 캐피털 원 아레나     | —           | 72,600    |
| 7월 25일    | 로즈먼트     | 미국       | 올스테이트 아레나    | —           | 72,600    |
| 7월 30일    | 오클랜드     | 미국       | 오클랜드 아레나      | —           | 72,600    |
| 8월 2일     | 잉글우드     | 미국       | KIA 포럼             | —           | 10,000    |
| 9월 21일    | 서울         | 대한민국   | 서울월드컵경기장     | —           | 96,855    |
| 9월 22일    | 서울         | 대한민국   | 서울월드컵경기장     | —           | 96,855    |
| 총계        | 총계         | 총계       | 총계                 | 총계        | 해당 없음 |

## 노트
1. ↑  자카르타로 홍보됨
2. ↑  마닐라로 홍보됨
3. ↑  방콕으로 홍보됨
4. ↑  로스앤젤레스로 홍보됨

1. 1 2 3 4  유럽과 북미의 8개 공연 전체 관객 수는 92,600명이었고, 이 중 런던 공연에 약 10,000명, 잉글우드 공연에 10,000명이 참석하여 나머지 공연에 72,600명의 관객이 참석했다.[13][18][19]